# Nowa cerkiew w Birczy

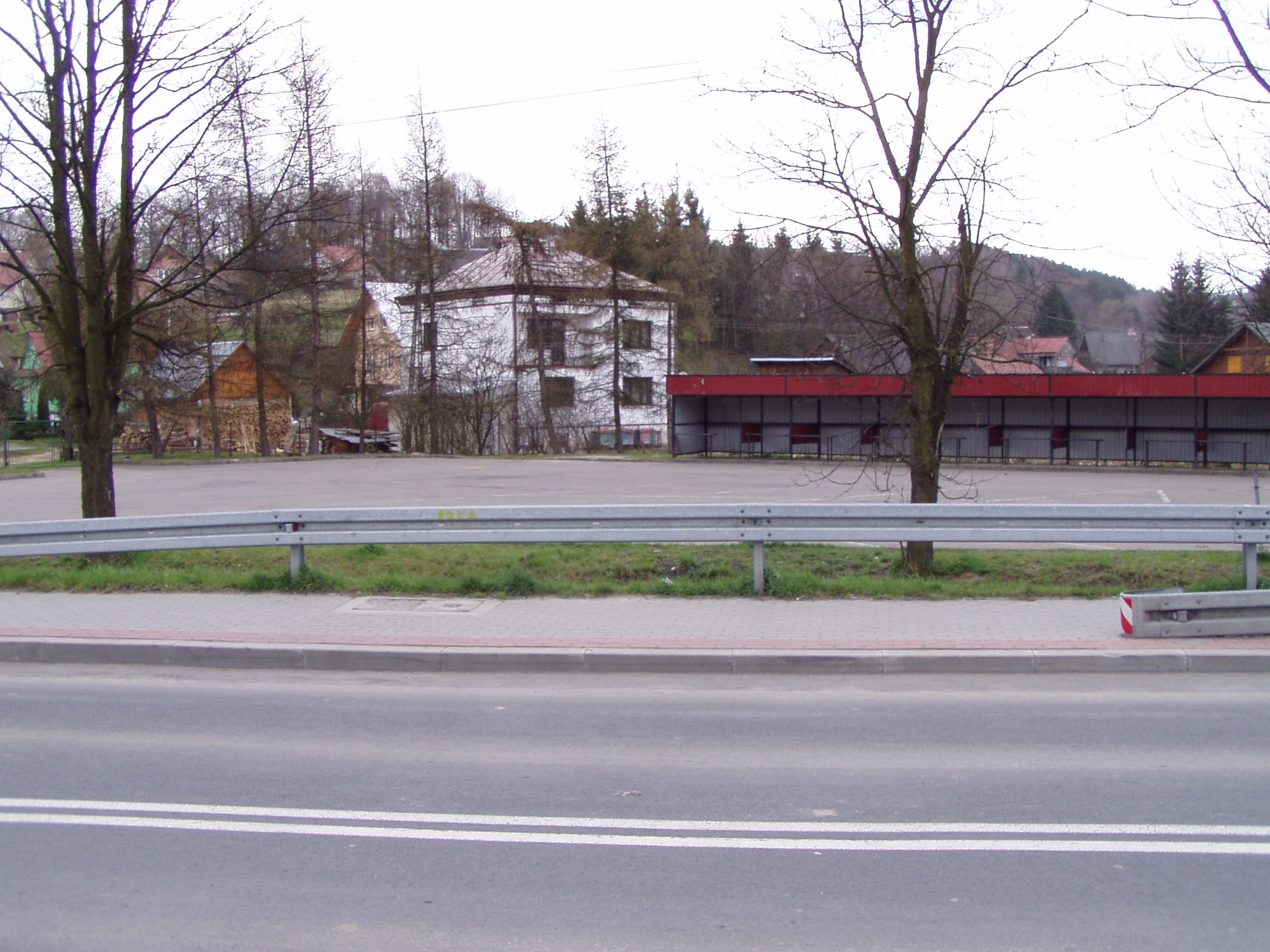
Cerkwisko po „nowej” cerkwi w Birczy, zamienione na parking i plac targowy

Parafialna cerkiew w Birczy, zwana „Nową” – nieistniejąca murowana cerkiew greckokatolicka, która znajdowała się w gminie Bircza w powiecie przemyskim. Należała do greckokatolickiej parafii w Birczy.

## Historia powstania
Przed I wojną światową przygotowywano się do budowy nowej cerkwi, zebrano już nawet połowę funduszy i zgromadzono część materiałów budowlanych. Jednak w czasie wojny pieniądze straciły całkowicie na wartości, a materiały budowlane zostały zarekwirowane na naprawę dróg. Brakowało też odpowiedniej działki pod budowę, bo teren wokół starej cerkwi był za mały. Jedynym terenem, jakim dysponowała parafia, było bagniste starorzecze Stupnicy koło mostu.
Projekt cerkwi wykonał inż. Jewhen Nahirnyj (syn Wasyla Nahirnego) ze Lwowa.
Budowę rozpoczęto w 1924, osłaniając teren od strony rzeki żelbetonową ścianą, a następnie wylewając fundamenty wysokości 5-7 m. Cement na te roboty wożono furmankami z Przemyśla. Po ukończeniu fundamentów zostały one poświęcone przez biskupa Jozafata Kocyłowskiego 21 września 1925, po czym rozpoczęto budowę. Cegły na ściany cerkwi produkowano na miejscu, w okolicach Birczy, w kilkunastu utworzonych ad hoc cegielniach. Budowa cerkwi trwała do wiosny 1939, kiedy to „Kooperatywa Inżynierskich Robót” ze Lwowa wykonała blaszany dach łącznie z zamontowaniem cerkiewnej bani. Cerkiew wybudowana została w stylu bizantyjskim, jej długość i szerokość wynosiła 32 m, natomiast wysokość – 36 m. Łączny koszt budowy wyniósł 150 000 zł.
Po zajęciu gminy przez ZSRR dziekan Iwan Łebedowycz przeniósł wyposażenie ze starej do nowej cerkwi i rozpoczął w niej odprawianie mszy, aby uniknąć przeznaczenia cerkwi na magazyn. Msze odbywały się tam do końca okupacji niemieckiej w 1944.

## Likwidacja
Po wojnie cerkiew przeznaczono na magazyn drewna, który funkcjonował tam do początku lat 60. Następnie zdjęto z cerkwi dach, aby przyśpieszyć jej niszczenie. Ponieważ nie zdało się to na wiele, w 1969 wezwano saperów i wysadzono cerkiew w powietrze. Jej gruzy pozostawały na cerkwisku do końca lat 70. W połowie lat 80. na cerkwisku zorganizowano plac targowy.